# Nergal
Nergal (također i Nirgal ili Nirgali; starohebr. נֵרְגַל, moderni hebr. Nergal, tiberijanski hebr. Nērḡal, aram. ܢܹܪܓܵܐܠ, lat. Nergel) je sumersko i babilonsko božanstvo, sin Enlila i Ninlil, te brat Nane, Ninazua, Enbilulua i Ninurte, muž Laz i Ereškigal. Najviše je štovan u Kuti (danas Tall Ibrāhīm). Nosi nadimak sharrapu (palitelj).

## Karakteristike
Isprva je Nergal bio dio solarnog božanstva, ali je predstavljao samo ljetni aspekt Sunca. Budući da ga se prikazuje kao negativni aspekt Sunca, smatra ga se antipodom sunčanog boga Shamasha. U himnama i mitovima Nergal je slavljen kao bog kuge i rata, te bog vrućeg popodneva kad strašno Sunce sve prži svojom toplinom. Ljudima donosi nametnike, bolesti i uništenje.
Nergal je i bog koji vlada podzemljem, te je glava panteona koji se smatra vijećem mrtvaca, koje se nalazi u Irkali, mjestu u podzemlju slično paklu (Tartaru u grčkoj mitologiji) iz kojeg se nitko ne vraća, a ponekad je tako zvan i Nergalova žena, slično grčkom bogu Hadu.
Standarna ikonografija prikazuje Nergala kao lava, a spomenici ga simboliziraju maljem.
U kasnom babilonskom astralnom sustavu Nergal je povezan s planetom Marsom, a kao bog uništenja, poklapa se savršeno s planetom boje krvi, te je kod Grka njegov pandan ili Heraklo ili Ares.

## UBibliji
Nergal se spominje i na jednom mjestu u Bibliji, u starozavjetnoj Drugoj knjizi o Kraljevima (2 Kr 17,30), u dijelu koji govori kako asirski kralj odveo Izraelce u sužanjstvo, te u njihovu zemlju naselio pripadnike raznih naroda koju nisu štovali židovskog Boga, već svoje bogove:
| » | Ljudi iz Babilona napraviše sebi Sukot Benota, oni iz Kuša Nergala, oni iz Hamata Ašimu. | « |
|   |                                                                                          |   |

## Demonologija
Kao bog pustinje, vatre, negativnih aspekata Sunca i podzemlja, te kao bog religije protivne kršćanstvu i judaizmu, Nergal je zvan demonom te je poistovjećen sa Sotonom. Prema Johannu Weyeru (1515. – 1588.) i Collinu de Plancyju (1793. – 1881.), bio je demon drugog reda, šef tajne policije u paklu i špijun u službi Belzebuba.